# NGC 2608
NGC 2608 (còn được gọi là Arp 12) là một thiên hà xoắn ốc dạng thahnh nằm cách 93 triệu năm ánh sáng trong chòm sao Cự Giải. Nó có chiều dài 62.000 năm ánh sáng và khoảng 60% chiều rộng của Dải Ngân hà. Nó được coi là một thiên hà xoắn ốc có thiết kế lớn và được phân loại là SB (s) b, có nghĩa là cánh tay của thiên hà gió vừa phải (không chặt cũng không lỏng) xung quanh thanh trung tâm nổi bật. Nó được Halton Arp (1927-) phân loại theo "các thiên hà có nhánh" trong tập bản đồ thiên hà đặc biệt năm 1966 của ông, người đã lưu ý rằng "nhân có thể là sao đôi hoặc siêu sao". NGC 2608 hiện được coi là một cặp thiên hà tương tác.

## Siêu tân tinh
- SN 1920A được phát hiện bởi nhà thiên văn học người Đức Max Wolf (1863-1932). Nó đạt cực đại ở cấp sao 11,7 vào ngày 17 tháng 12 năm 1920.  Độ lớn thị giác của nó ngụ ý một cường độ bolometric chồng chéo; SN 1920A đã được phân loại là dị thường và được cho là kết quả của "một cơ chế nổ hoàn toàn khác".[5]

- SN 2001bg được phát hiện vào ngày 9 tháng 5 năm 2001 (8,943 UT) bởi thợ săn siêu tân tinh Tom Boles Lưu trữ ngày 3 tháng 3 năm 2016 tại Wayback Machine của Coddenham, Suffolk, Anh, với kính viễn vọng Schmidt-Cassegrain 0,36 m.[6] Khi lần đầu tiên quan sát thấy nó có cường độ 14; sau đó nó đạt đỉnh vào khoảng 13,7.[7] Phổ của nó chỉ ra rằng nó là siêu tân tinh loại Ia điển hình.